# Blommersia
Blommersia es un género de anfibios anuros de la familia Mantellidae. Sus especies son endémicas de Madagascar.

## Especies
Se reconocen las 12 siguientes según ASW:
- Blommersia angolafa Andreone, Rosa, Noël, Crottini, Vences & Raxworthy, 2010.
- Blommersia bara Vences, Multzsch, Köhler, Crottini, Andreone, Rakotoarison, Scherz & Glaw, 2023.[2]
- Blommersia blommersae (Guibé, 1975).
- Blommersia dejongi Vences, Köhler, Pabjian & Glaw, 2010.
- Blommersia domerguei (Guibé, 1974).
- Blommersia dupreezi Vences, Armerding, Köhler & Glaw, 2023.[3]
- Blommersia galani Vences, Köhler, Pabjian & Glaw, 2010.
- Blommersia grandisonae (Guibé, 1974).
- Blommersia kely (Glaw & Vences, 1994).
- Blommersia sarotra (Glaw & Vences, 2002).
- Blommersia variabilis Pabijan, Gehring, Köhler, Glaw & Vences, 2011.
- Blommersia wittei (Guibé, 1974).